# Simmelsdorf
Simmelsdorf település Németországban, azon belül Bajorországban. Lakosainak száma 3386 fő (2023. december 31.).

## Népesség
A település népessége az elmúlt években az alábbi módon változott:
| Lakosok száma | 3104 | 2611 | 3129 | 3137 | 3154 | 3204 | 3243 | 3295 | 3387 | 3386 |
|               | 1970 | 1975 | 2011 | 2012 | 2014 | 2015 | 2017 | 2019 | 2022 | 2023 |